# Хуан Мелендес Валдес
Хуан Мелендес Валдес (Juan Meléndez Valdés,11. март 1754 – 24. мај 1817) био је шпански песник неокласицизма. 

## Биографија
Рођен је у Рибери де Фресно, у данашњој провинцији Бадахоз. Предодређен од стране родитеља да постане свештеник, дипломирао је право у Саламанки, где је подучаван идејама француске филозофске школе. Године 1780. Освојио је награду шпанске академије са пасторалом Батиљо, писаном у стилу Гарсиласа де ла Веге, а следеће године упознао се са Ховељаносом, помоћу кога је добио посао професора у Саламанки 1783. Године. 
Пасторалне сцене из Камаћових венчања (1784) не надокнађују недостатак драматургије, али је дело ипак добило награду општине Мадрид. Збирка стихова, лиричних и пасторалних, објављена 1785. године, разлог је због кога је Мелендес Валдес био сматран првим песником свога доба. Овај успех подстакао га је да напусти своје место у Саламанки, и опроба своју срећу у политици. Још једном, пријатељство са Ховељаосом помогло му је да добије посао судије у Сарагоси, одакле се две године касније пребацио на место у суду правде у Ваљадолиду. Године 1797. Посветио је Годоју проширену едицију својих песама, чије су се новине састојале умногоме од неуспешних имитација Џона Милтона у Томсона; али је песник био награђен унапређењем на високу позицију у трезору Мадрида. 
Након пада Ховељаноса 1798. Године, Мелендес Валдес је отпуштен и истеран из престонице; вратио се 1808. Године и прихватио позицију Министра за јавну наставу 1811. Године под покровитељством Жозефа Бонапарте, против кога је раније говорио у својим тиховима. Сада је саблажњивао своје земљаке, пишући речи хвале упућене свом страном господару. Године 1813. Бежи у Але. Око 1812. Године унапређен је у члана Шпанске краљевске академије. Четири године касније умро је у беди у Монпељеу. Његови остаци пренесени су у Шпанију 1866. године, а 1900. Године и у Мадрид у Panteón de Hombres Ilustres. 
Мелендес Валдеса нико од Шпанаца његовог времена није превазишао када је у питању таленат и достигнућа, али његов неуспех био је његов карактер и дубока неискреност његових стихова. Имао је успешне моменте, и његова имитација Жан Секондс Басија била је приметна. Био је близак пријатељ са Франциском де Гојом. 